# Mundo atlântico

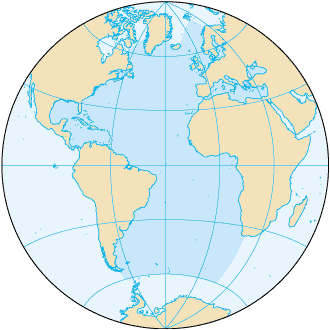
O Oceano Atlântico

O Mundo Atlântico compreende as interações entre os povos e impérios que cercam a borda do Oceano Atlântico, desde o início da Era dos Descobrimentos até o início do século XIX. A história atlântica se divide em três contextos diferentes: história transatlântica, que significa a história internacional do Mundo Atlântico; história circum-atlântica, que significa a história transnacional do Mundo Atlântico; e história cis-atlântica, dentro de um contexto atlântico. O tráfico atlântico de escravos continuou até o século XIX, mas o comércio internacional foi amplamente proibido em 1807 pela Grã-Bretanha. A escravidão terminou em 1865 nos Estados Unidos e na década de 1880 no Brasil (1888) e em Cuba (1886). Embora alguns estudiosos enfatizem que a história do "Mundo Atlântico" culmina nas "Revoluções Atlânticas" do final do século XVIII e início do XIX, as pesquisas mais influentes na área examinam o comércio de escravos e o estudo da escravidão, e, assim, o término no final do século XIX como parte da transição da história atlântica para a globalização parece mais apropriado.
A historiografia do Mundo Atlântico, conhecida como História Atlântica, cresceu enormemente desde os anos 1990.

## Conceito

### Geografia
O Mundo Atlântico compreende as histórias da Europa, África e das Américas. As viagens por terra eram difíceis e caras, por isso os assentamentos foram feitos ao longo da costa, especialmente onde os rios permitiam que pequenos barcos navegassem para o interior. Assentamentos distantes foram conectados por elaboradas redes de comércio marítimo. Como a maneira mais fácil e barata de viajar longas distâncias era por mar, surgiram redes internacionais de comércio no Mundo Atlântico, com grandes centros em Londres, Amsterdã, Boston e Havana. O tempo era um fator, pois os navios à vela navegavam a uma velocidade média de cerca de 2 nós (50 milhas por dia). Os navegadores tinham que confiar em mapas de correntes ou ficavam parados por dias ou semanas. Esses mapas não serviam apenas para fins de navegação, mas também como uma forma de dar insights sobre poder e posse de terras que já haviam sido reivindicadas, essencialmente criando um desejo maior de encontrar novas rotas e terras. Um grande objetivo por séculos foi encontrar a Passagem do Noroeste (através do que hoje é o Canadá) da Europa para a Ásia.

### Emergência

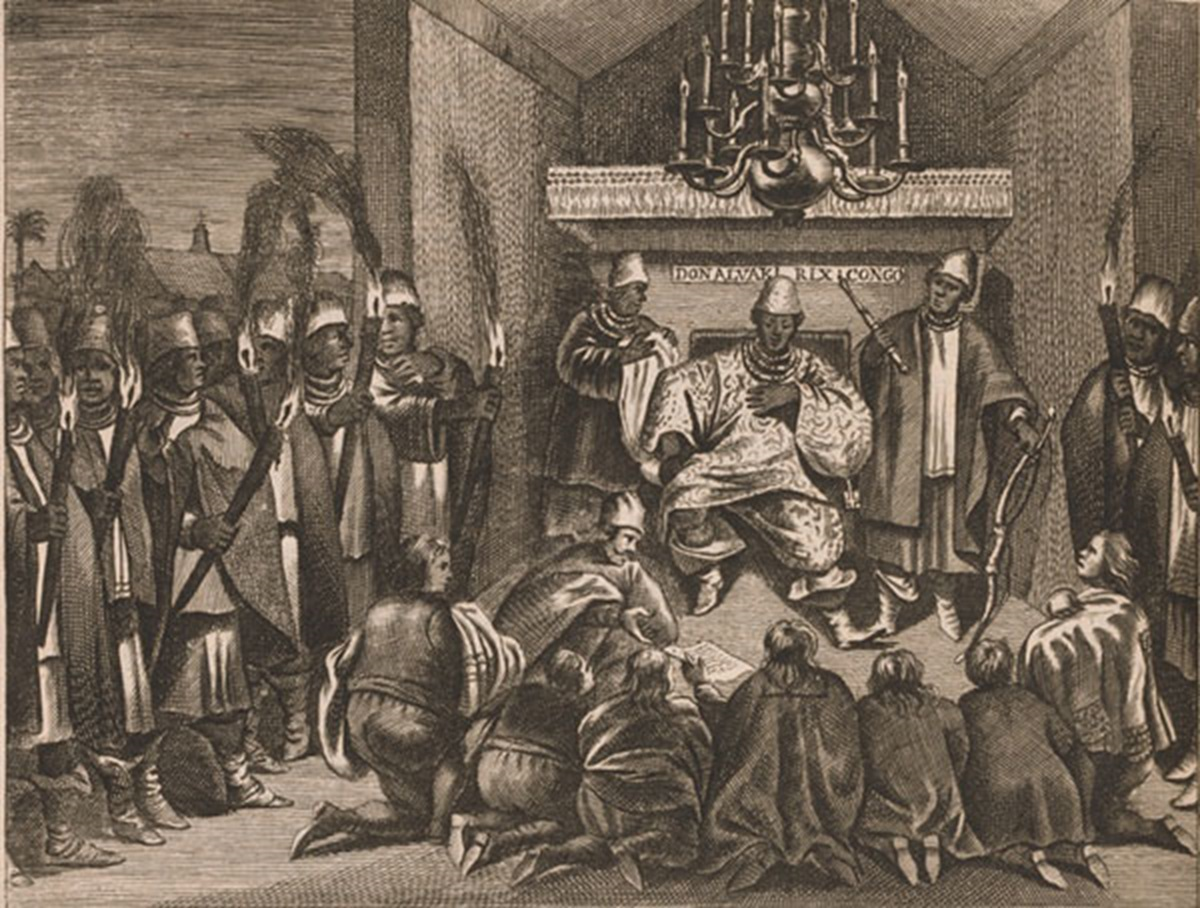
Embaixadores holandeses recebidos por Garcia II, monarca do Reino do Congo na África Ocidental Central em 1642

Dado o escopo da história atlântica, tende-se a minimizar a influência singular das viagens de Colombo e a focar mais nas crescentes interações entre as políticas africanas e europeias (cerca de 1450-1500), incluindo contato e conflito no Mediterrâneo e nas ilhas atlânticas, como fundamentais para a emergência do Mundo Atlântico. A consciência do Mundo Atlântico, é claro, aumentou após 1492: após as primeiras viagens europeias ao Novo Mundo e os encontros contínuos na costa africana, uma divisão eurocêntrica do Atlântico foi proclamada entre o Império Espanhol e o Império Português pelo Tratado de Tordesilhas em 1494. A Costa Oeste e a África Central, que são distintas uma da outra e cada uma composta por muitas políticas concorrentes, desempenharam papéis centrais na formação do Mundo Atlântico e como grandes fontes de mão-de-obra escrava. Uma elaborada rede de troca econômica, geopolítica e cultural tomou forma—um "Mundo Atlântico" comparável ao "Mundo Mediterrâneo". Ela ligou as nações e povos que habitavam o litoral atlântico da América do Norte e do Sul, o Caribe, África e Europa.
Os principais impérios que construíram o Mundo Atlântico foram o Britânico, o Francês, o Espanhol,  
o Português e o Holandês; empresários dos Estados Unidos também desempenharam um papel após 1789. Outros países, como Suécia e Dinamarca, atuaram em menor escala.

### Uso histórico
O historiador americano Bernard Bailyn traça o conceito do Mundo Atlântico a um editorial publicado pelo jornalista Walter Lippmann em 1917. A aliança dos Estados Unidos e da Grã-Bretanha durante a Segunda Guerra Mundial e a subsequente criação da OTAN, aumentaram o interesse dos historiadores pela história das interações entre as sociedades de ambos os lados do Oceano Atlântico. Outros estudiosos enfatizam suas origens intelectuais na abordagem mais sistemática e menos política da escola francesa dos Annales, especialmente o trabalho influente de Fernand Braudel sobre o Mundo Mediterrâneo (trad. 2 vols, 1973).

## Aspectos

### Meio ambiente
O início do extenso contato entre Europa, África e Américas teve grandes implicações para a história ambiental e demográfica de todas as regiões envolvidas. No processo conhecido como Troca Colombiana, inúmeras plantas, animais e doenças foram transplantados — tanto deliberadamente quanto inadvertidamente — de um continente para outro. O impacto epidemiológico dessa troca sobre os povos indígenas das Américas foi profundo, causando taxas de mortalidade extremamente altas e declínios populacionais de 50% a 90%, ou até 100%. Imigrantes europeus e africanos também tiveram altas taxas de mortalidade ao chegar, mas podiam ser e foram substituídos por novos fluxos de imigrantes. Muitos alimentos comuns na Europa atual, incluindo o milho (maize) e as batatas, tiveram origem no Novo Mundo e eram desconhecidos na Europa antes do século XVI. De forma similar, algumas culturas básicas da atual África Ocidental, como a mandioca e o amendoim, também se originaram no Novo Mundo. Algumas culturas básicas da América Latina, como o café e a cana-de-açúcar, foram introduzidas pelos colonizadores europeus durante a Troca Colombiana.

### Escravidão e trabalho

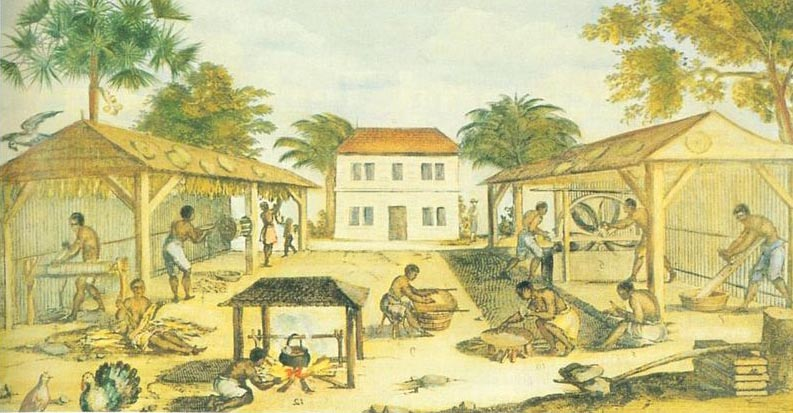
Escravos trabalhando em uma plantação na Virgínia, retratados em 1670

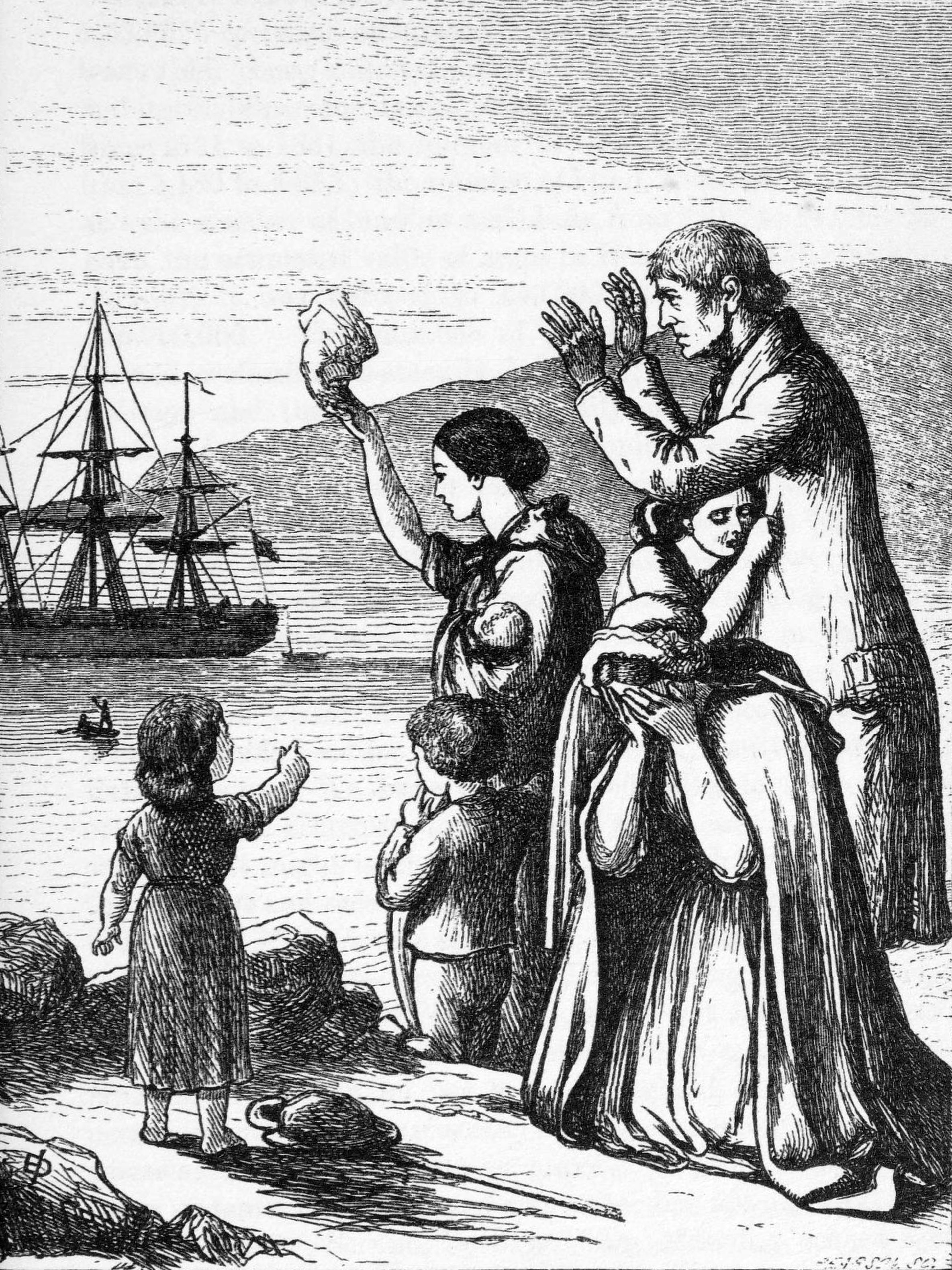
Emigrantes Deixam a Irlanda, retratando a emigração para a América após a Grande Fome na Irlanda

O comércio de escravos desempenhou um papel na história do Mundo Atlântico desde o início. À medida que as potências europeias começaram a conquistar e reivindicar grandes territórios nas Américas nos séculos XVI e XVII, o papel da escravidão chattel e outros sistemas de trabalho forçado se expandiu no desenvolvimento do Mundo Atlântico. As potências europeias geralmente possuíam vastos territórios que desejavam explorar por meio da agricultura, mineração ou outras indústrias extrativas, mas careciam da força de trabalho necessária para explorar essas terras de forma eficaz. Consequentemente, recorreram a vários sistemas de trabalho coercitivo para suprir suas necessidades. A princípio, o objetivo era utilizar trabalhadores nativos. Os indígenas americanos eram empregados através da escravidão entre os nativos americanos nos Estados Unidos e do sistema espanhol de encomienda. O trabalho indígena não foi eficaz em larga escala por razões complexas (por exemplo, altas taxas de mortalidade e relativa facilidade de fuga para comunidades nativas), então os proprietários de plantações recorreram aos escravos africanos via o tráfico atlântico de escravos. Trabalhadores europeus chegavam como servidores por contrato ou criminosos transportados, que se tornavam livres após um período de trabalho. Em resumo, o Mundo Atlântico era um lugar de ampla desigualdade, onde a exploração do trabalho humano fornecia a base para uma pequena elite colher lucros enormes.
O tráfico transatlântico de escravos desempenhou um papel massivo na formação da demografia das Américas, especialmente em áreas onde grandes plantações eram comuns, como no Brasil e no Caribe. Aproximadamente três quartos dos imigrantes para as Américas antes de 1820 eram africanos, e mais da metade desses africanos eram originários da África Ocidental ou Central. No Brasil, a porcentagem da população de origem africana era ainda maior, com cerca de sete africanos para cada um imigrante português. Como havia uma grande população de africanos, não é surpreendente que os escravos africanos tenham ajudado a moldar a cultura dessas regiões. No início do período colonial, práticas espirituais africanas, como possessões espirituais e práticas de cura, eram prevalentes. Presumivelmente, essas práticas serviam como um ponto de conexão e identidade para os escravos provenientes de uma mesma origem africana. Essas práticas culturais permitiram, pelo menos em certa medida, que os escravos africanos mantivessem estruturas de parentesco semelhantes às de suas terras natais. Em muitos casos, as autoridades europeias viam essas posições espirituais altamente respeitadas nas sociedades africanas como socialmente inaceitáveis, moralmente corruptas e heréticas. Isso levou ao desaparecimento ou transformação da maioria das práticas religiosas africanas. Por exemplo, a prática de consultar o kilundu, ou espíritos angolanos, foi vista como homossexual pelas autoridades portuguesas, um claro exemplo de eurocentrismo nas sociedades coloniais, uma vez que as ideias religiosas europeias frequentemente não coincidiam com as africanas. Infelizmente, há uma falta de documentos escritos do ponto de vista africano, então quase todas as informações desse período nas sociedades coloniais estão sujeitas a erros de interpretação intercultural, omissão de fatos ou outras mudanças que poderiam afetar a qualidade das descrições das práticas espirituais africanas. Manter a integridade das práticas culturais foi difícil devido às divergências com a moralidade europeia e à tendência europeia de generalizar a composição demográfica africana simplesmente como "África Central", em vez de reconhecer culturas individuais. Eventualmente, muitas tradições africanas, como o Kilundu, que foi reduzido à popular dança brasileira "Lundu", foram absorvidas por outras tradições africanas ou reduzidas a um ritual que apenas se assemelhava à tradição original.
A extensão da imigração voluntária para o Mundo Atlântico variou consideravelmente por região, nacionalidade e período. Muitas nações europeias, particularmente os Países Baixos e a França, conseguiram enviar apenas alguns milhares de imigrantes voluntários. No entanto, cerca de 15.000 pessoas que foram para a Nova França se multiplicaram rapidamente. Em Nova Holanda, os holandeses lidaram com isso recrutando imigrantes de outras nacionalidades. Na Nova Inglaterra, a grande migração puritana da primeira metade do século XVII criou uma grande força de trabalho livre e, assim, eliminou a necessidade de utilizar trabalho não-livre em grande escala. A dependência da Nova Inglaterra colonial no trabalho de homens, mulheres e crianças livres, organizados em fazendas familiares, é chamada de sistema de trabalho camponês ou doméstico. Há uma distinção importante a ser feita entre "sociedades com escravos", como a Nova Inglaterra colonial, e "sociedades escravistas", onde a escravidão era tão central que pode-se dizer que definia todos os aspectos da vida naquela região.
A colônia francesa de Saint-Domingue foi uma das primeiras jurisdições americanas a abolir a escravidão, em 1794. O Brasil foi a última nação no Hemisfério Ocidental a abolir a escravidão, em 1888.

### Governança

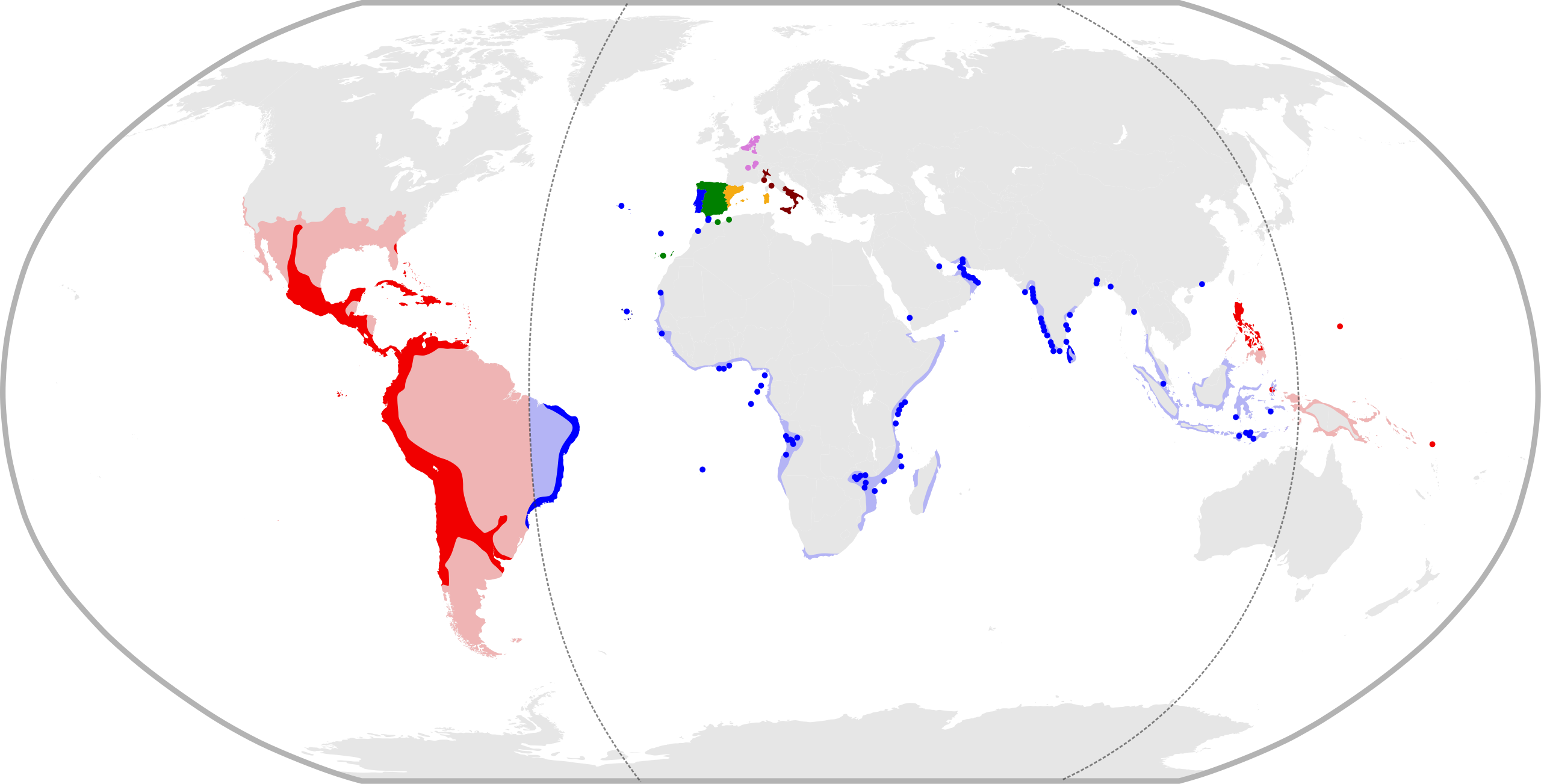
A União Ibérica em 1598, sob Filipe II, Rei da Espanha e de Portugal

Os conquistadores espanhóis conquistaram o Império Asteca, mais precisamente referido por estudiosos como o Império Mexica[carece de fontes?], no que é hoje o México, e o Império Inca, no que é hoje o Peru, com surpreendente rapidez, auxiliados por cavalos, armas, um grande número de aliados nativos e, talvez acima de tudo, pela mortalidade devastadora causada pelas doenças recém-introduzidas, como a varíola. Até certo ponto, a emergência anterior das grandes e ricas civilizações Inca e Mexica ajudou na transferência da governança para os espanhóis, uma vez que esses impérios nativos já haviam estabelecido sistemas de estradas, burocracias estatais e sistemas de tributação e agricultura intensiva que muitas vezes foram herdados integralmente e depois modificados pelos espanhóis. Os primeiros conquistadores espanhóis desses impérios também foram ajudados pela instabilidade política e conflitos internos dentro dos regimes Mexica e Inca, que eles exploraram com sucesso em seu benefício.
Um dos problemas que a maioria dos governos europeus enfrentava nas Américas era como exercer autoridade sobre vastas extensões de território. A Espanha, que colonizou o México, a América Central e a maior parte da América do Sul, estabeleceu uma rede de poderosos vice-reinos para administrar diferentes regiões de seus domínios no Novo Mundo: o Vice-Reino da Nova Espanha (1535), o Vice-Reino do Peru (1542), o Vice-Reino de Nova Granada (1717–1739) e o Vice-Reino do Rio da Prata (1776). O resultado foi um governo forte, que se tornou ainda mais forte durante as reformas Bourbon do século XVIII.
A Grã-Bretanha abordou a tarefa de governar seus territórios no Novo Mundo de forma menos centralizada, estabelecendo cerca de vinte colônias distintas na América do Norte e no Caribe a partir de 1585. Cada colônia britânica tinha seu próprio governador e a maioria delas teria assembleias representativas. A maioria das Treze Colônias da América do Norte que se tornaram os Estados Unidos tinha forte autogoverno por meio de assembleias populares que se contrapunham à autoridade dos governadores com suas próprias afirmações de direitos por meio de fontes parlamentares e outras fontes de autoridade inglesas. Apenas proprietários de terras podiam votar nas políticas britânicas, mas como tantos homens livres na América Colonial Britânica continental possuíam terras, uma maioria podia votar e participar da política popular. O desafio britânico à autoridade das assembleias coloniais, especialmente por meio de tributos, foi uma das principais causas da Revolução Americana na década de 1770.

### "Revoluções Atlânticas"

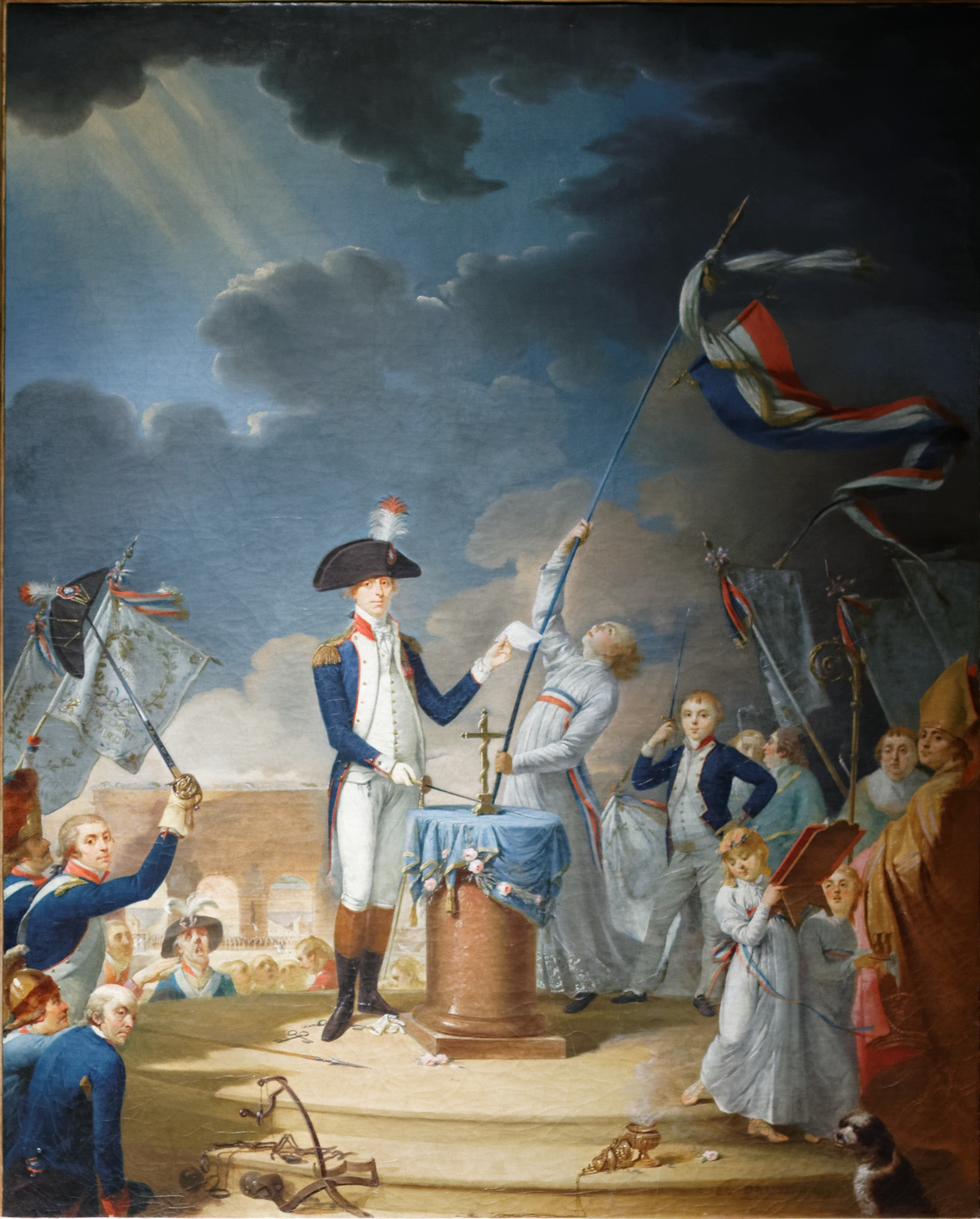
O Marquês de Lafayette, retratado em 1790, desempenhou um papel importante tanto na Revolução Americana (1775–83) quanto na Revolução Francesa (1789–99)

Uma onda de revoluções sacudiu o Mundo Atlântico de 1770 a 1820, incluindo os Estados Unidos (1775–1783), a França e a Europa controlada pela França (1789–1814), o Haiti (1791–1804) e a América Espanhola (1806–1830). Houve revoltas menores na Suíça, Rússia e Brasil. Os revolucionários em diferentes lugares estavam cientes das recentes lutas anticoloniais em outras sociedades atlânticas e até interagiram entre si em muitos casos.
Os movimentos de independência no Novo Mundo começaram com a Revolução Americana, de 1775 a 1783, na qual França, Países Baixos e Espanha ajudaram os novos Estados Unidos da América a garantir sua independência da Grã-Bretanha. Em agosto de 1791, uma revolta de escravos coordenada na rica colônia de açúcar francesa de Saint-Domingue deu início à Revolução Haitiana. Um longo e destrutivo período de guerra internacional terminou com a criação do Haiti como uma república negra independente em 1804. A Revolução Haitiana tem um legado complexo e contestado como a maior revolta de escravos bem-sucedida da história e foi acompanhada por violência generalizada. Com a Espanha ocupada em guerras europeias, as colônias espanholas continentais travaram movimentos de independência ao longo de um período de 1806 a 1830, às vezes inspirados, mas muitas vezes temendo o exemplo haitiano, o que retardou os movimentos de independência efetivos nas sociedades escravistas do Caribe e do Brasil até o final do século XIX.
Em uma perspectiva de longo prazo, as revoluções foram em sua maioria bem-sucedidas. Elas disseminaram amplamente os ideais de republicanismo, a derrubada de aristocracias, reis e igrejas estabelecidas. Elas enfatizaram os ideais universais do Iluminismo, como a igualdade de todos os homens. Enfatizaram a justiça igualitária perante a lei por meio de tribunais imparciais, em oposição à justiça particular aplicada ao capricho de um nobre local. Elas mostraram que a noção moderna de revolução, de começar de novo com um governo radicalmente novo, poderia funcionar na prática. Mentalidades revolucionárias nasceram e continuam a florescer até os dias de hoje.
 Quando avaliada em uma perspectiva comparativa, a Revolução Americana (e especialmente a Constituição Federal que protegia a escravidão como uma instituição legal) parece menos radical e com um resultado mais oligárquico do que quando vista através de uma lente nacionalista tradicional.